# Hermann Herzog (Politiker, 1877)
Hermann Herzog (* 23. Juli 1877 in Hohenölsen; † 25. Oktober 1939 in Greiz) war ein deutscher Zigarettenfabrikant und Politiker (SPD, USPD, SAP).

## Leben
Herzog war der Sohn des Webers und Zimmermanns Gottlob Franz Herzog in Hohenölsen und dessen Ehefrau Julia Selma geborene Krautwurst. Er war evangelisch-lutherischer Konfession und heiratete am 20. Februar 1900 in Hohenölsen Meta Göpel (* 10. Dezember 1877 in Wilde Taube; † 25. Januar 1954 in Greiz), der Tochter des Schuhmachers Friedrich Hermann Göpel.
Herzog war zunächst Zigarrenarbeiter und machte sich dann in Heimarbeit als Zigarettenfabrikant selbstständig. 1919 zog er nach Greiz, wo er seine Arbeit fortsetzte.
Er wurde Mitglied der SPD. 1913 nahm er am Reichsparteitag der SPD teil. Er war auch Mitarbeiter bei der Reußischen Tribüne, einer SPD-Parteizeitung. 1917 wurde er Mitglied der USPD und später wieder der SPD. Nach der Novemberrevolution wurde er für die USPD in den Greizer Landtag gewählt. Ab dem 17. Februar 1919 war er Mitglied des Landtags. Daneben war er ab dem 19. Februar 1919 Mitglied des Gemeinsamen Landtages beider reußischer Staaten (ab April 1919 Volksstaat Reuß) bzw. der nach der Gründung des Landes Thüringen aus diesem Landtag hervorgegangenen, 1921 verkleinerten und schließlich zum 31. März 1923 aufgelösten Gebietsvertretung Gera-Greiz. Zwischen dem 16. Dezember 1919 und dem 20. Juli 1920 war er stellvertretendes Mitglied im Volksrat von Thüringen.
Von November 1918 bis zum 31. März 1919 war er Beirat beim Landratsamt Greiz. Vom 10. September 1922 bis zum 21. Februar 1928 war er Mitglied des Stadtrats von Greiz, zeitweise war er dort Vorsitzender des Bauausschusses. 1930 gründete er eine Ortsgruppe der SAP und schied aus der SPD aus. Am 30. April 1931 wurde er als Bürgermeister von Hohenölsen wiedergewählt, muss also schon vorher Bürgermeister gewesen sein. Mit der Machtergreifung der Nationalsozialisten wurde er von diesen als Bürgermeister entlassen.